# Winter im Mumintal
Winter im Mumintal (Originaltitel: Trollvinter „Zauberwinter“) ist das sechste der Mumin-Bücher der finnlandschwedischen Schriftstellerin Tove Jansson. Es erschien 1957.

## Handlung
Mitten im Winter wacht Mumin aus dem Winterschlaf auf und kann nicht wieder einschlafen. Seine Familie lässt sich nicht wecken, also erkundet er allein das Haus, dann das winterliche Mumintal. Mumin ist über die Veränderungen der Natur entsetzt und leidet unter der Kälte, Stille und Dunkelheit. Im Wald trifft er Tooticki, die im Badehäuschen der Mumins überwintert. Während die kleine Mü, die ebenfalls munter geworden ist, unbeschwert im Schnee spielt, hilft Tooticki dem verwirrten und melancholischen Mumin dabei, das winterliche Mumintal und seine besonderen Bewohner – wunderliche, einsame, verhuschte Wesen, die nicht richtig in die anderen Jahreszeiten passen – als das notwendige Gegenstück zur sommerlichen Welt zu akzeptieren. Sie bereiten sich auf die kältesten Tage vor und feiern danach gemeinsam mit den seltsamen Wesen mit einem riesigen Feuer ein verhaltenes Fest anlässlich der Wiederkehr der Sonne. 
Aus der Umgebung kommen andere Geschöpfe ins Mumintal, die frieren und hungern. Mumin nimmt sie im Muminhaus auf und teilt die Marmeladenvorräte der Muminfamilie mit ihnen. Besondere Rollen spielen ein Hemul, der allen mit seinem unerschütterlichen Hang zu organisiertem Vergnügen, Wintersport, Hornmusik und Abhärtungsritualen auf die Nerven geht, der romantische Hund Knick, der sich einbildet, zu den Wölfen zu gehören (und eines Besseren belehrt wird) sowie das schüchterne kleine Wusel Salome, das den Hemul als Einzige gern hat, aber von ihm nicht bemerkt wird. 
In einem großen Schneesturm verliert der Winter für Mumin ganz seinen Schrecken: Er liefert sich Wind und Wetter so aus wie den Meereswellen im Sommer und fühlt sich dem Winter dadurch plötzlich nahe und vertraut. Im gleichen Schneesturm geht Salome verloren und wird vom Hemul wieder aufgespürt.
Als der Winter sich dem Ende zuneigt, verlassen die Gäste das Mumintal – der Hemul, Salome und Knick haben sich zusammengetan. Mumin holt sich bei einer dramatischen Rettungsaktion für Mü, die auf dem aufbrechenden Meereis halsbrecherisch Schlittschuh fährt, doch noch eine Erkältung. Sein Niesen weckt sofort die Muminmutter, die sich unverzüglich auf ihre typische mütterliche Art um ihn kümmert. Kuriert und ausgeruht, zeigt Mumin seiner Mutter den restlichen Schnee und erzählt der interessierten und angemessen beeindruckten Zuhörerin von seinen winterlichen Erlebnissen. Über den leeren Marmeladenkeller und eine Reihe fehlender beziehungsweise demolierter Einrichtungsgegenstände geht die Muminmutter freundlich hinweg und lobt Mumin dafür, dass er sie so würdig vertreten und sich um alle Gäste gekümmert hat. 
Auch die anderen wachen auf. Das Snorkfräulein entdeckt einen ersten Krokus und will ihn mit einem Glas vor der Nachtkälte schützen. Mumin hält sie davon ab und meint, es würde dem Krokus „bloß gut tun, wenn nicht alles ganz glatt geht“. Tooticki zieht mit ihrem Leierkasten durchs sonnige Mumintal, um die noch Schlafenden zu wecken, und der gerade vergangene Winter erscheint Mumin schon wieder unwirklich.

## Figuren
Die Muminfamilie kommt in diesem Buch nur am Rande vor, da sich fast alle Mitglieder im Winterschlaf befinden. Mumin ist erstmals auf sich allein gestellt. Wach ist außer ihm nur die kleine Mü, die mit ihrer Lebensfreude und ihrer realistischen, unsentimentalen Haltung ein Gegengewicht zu Mumin bildet. In Tooticki findet Mumin eine Ratgeberin. Die Figur ist in Charakter und Erscheinungsbild an Tove Janssons Lebensgefährtin Tuulikki Pietilä angelehnt, deren Spitzname „Tooti“ war. Die große Schar an Hausgästen bildet die Kulisse für Mumins Abenteuer, spielt aber überwiegend keine tragende Rolle und verlässt das Mumintal zum Ende des Winters wieder. Eine Schlüsselrolle spielt ein Eichhörnchen, das in der kältesten Winternacht erfriert und Mumin erstmals mit dem Tod konfrontiert. Die winterliche Kälte ist in der Eisfrau personifiziert, die in der kältesten und dunkelsten Nacht erscheint und deren Blick alle Lebewesen zu Eis erstarren lässt. Als schöne und gleichzeitig gefährliche Personifikation des Winters steht sie in der Tradition der Schneekönigin aus Hans Christian Andersens Märchen. Mumins Angst und Einsamkeit finden ihre Personifikation in der Morra, die im Mumintal für Kälte und Dunkelheit und gleichzeitig für die Sehnsucht nach Licht und Wärme steht.

## Themen
Winter im Mumintal kann als Janssons erstes Buch angesehen werden, das sich mehr an Erwachsene richtet als an Kinder, obwohl es auch für Kinder spannende Elemente enthält und weiterhin als Kinderbuch vermarktet wurde. Jansson schrieb es in einer Zeit, als ihre wachsende Berühmtheit, die Allgegenwärtigkeit von Mumin-Produkten und vor allem das Zeichnen der Mumin-Comics ihr zur Last wurden. So versetze sie Mumin in eine bedrückende Situation, die er allein überwinden muss. Das Buch behandelt im Vergleich zu den vorherigen Mumin-Büchern ernstere Themen. Zum ersten Mal stirbt ein Lebewesen im Mumintal. Der Ton ist nachdenklicher und die Charaktere komplexer. Ein Großteil der Handlung spielt sich im Inneren der Figuren ab. Mumin beginnt erwachsen zu werden, indem er zum ersten Mal ohne seine Eltern zurechtkommen muss und Verantwortung für das Haus und seine Familie übernimmt. Tooticki ist Mumins Vertrauensperson bei der Entdeckung seiner Unabhängigkeit. Er lernt von ihr viel, sie bleibt jedoch meist im Hintergrund, mischt sich nicht ein und erklärt ihm nicht alles, da er die wesentlichen Lektionen selbst lernen muss. Tooticki reflektiert ihre eigene Funktion innerhalb der Geschichte, indem sie bemerkt, es würde viel über Helden geschrieben, aber nie über diejenigen, die die durchgefrorenen Helden nach ihren Heldentaten zu Hause aufwärmen. Tove Jansson betonte immer wieder die Rolle, die ihre Partnerin Tuulikki Pietilä bei der Entstehung des Buches hatte. Sie habe Jansson ein neues Verständnis für die Winterzeit vermittelt, wie es Tooticki im Buch für Mumin tut. Das Buch ist Tuulikki Pietilä gewidmet.

## Publikationsgeschichte
Für Winter im Mumintal fertigte Jansson mehr Illustrationen an als für alle ihre vorherigen Bücher, viele davon in der zuvor von ihr nur selten angewendeten Technik des Einritzens in schwarze Oberflächen, was den Kontrast zwischen Licht und Dunkelheit im Mumintal widerspiegelt.
In Deutschland erschien Winter im Mumintal 1968 in einer Übersetzung von Dorothea Bjelfvenstam. Es war in der deutschen Fassung wie in der Originalfassung der sechste Band der Reihe. Eine Neuübersetzung von Birgitta Kicherer erschien 2004.

## Auszeichnungen
1958 erhielt Tove Jansson für Winter im Mumintal die in diesem Jahr erstmals verliehene Elsa-Beskow-Plakette für das beste schwedische illustrierte Kinderbuch und den finnischen Rudolf-Koivu-Preis für Kinderbuchillustration. Winter im Mumintal wurde in die Auswahlliste des Deutschen Jugendbuchpreises aufgenommen.

## Adaptionen
Tove Jansson schrieb gemeinsam mit ihrem Bruder Lars Jansson ein Manuskript für das Fernsehspiel Mumindalen auf der Grundlage von Winter im Mumintal, dessen Handlung sie dafür leicht vereinfachten. Das Drehbuch schrieb Pi Lind. Börje Ahlstedt sprach die Stimme des Mumin, Toivo Pawlo war der Erzähler. Die 24-teilige Serie wurde für das schwedische Fernsehen produziert. Sie wurde im Dezember 1973 täglich als „Adventskalender“ ausgestrahlt und setzte damit einen Trend für das schwedische Fernsehen.
Eine deutschsprachige Hörspielbearbeitung von H. G. Francis unter der Regie von Heikedine Körting erschien beim Label Europa.
Eine finnischsprachige Theateradaption von Winter im Mumintal wurde 2015 im Vaasa City Theatre aufgeführt.